# Spor oko kineskih obreda
Kontroverza oko kineskih obreda je bio spor među katoličkim misionarima oko vjerskih praksa konfucijanizma i kineskih rituala tijekom 17. i 18. stoljeća. U raspravi se raspravljalo o tome jesu li kineske ritualne prakse štovanja predaka i drugi formalni obredi kvalificirani kao vjerski, a time i nekompatibilni s katoličkim vjerovanjem. Isusovci su tvrdili da su ovi kineski obredi bili svjetovni rituali koji su kompatibilni s kršćanstvom, unutar određenih granica, te da ih stoga treba tolerirati. Dominikanci i franjevci se, međutim, nisu složili i prijavili su problem Rimu.
Rimska Sveta kongregacija za širenje vjere stala je na stranu dominikanaca 1645. godine osudivši kineske obrede. Međutim, ista je kongregacija 1656. stala na stranu isusovaca, čime je ukinuta zabrana. Bio je to jedan od mnogih sporova između isusovaca i dominikanaca u Kini i drugdje u Aziji, uključujući Japan i Indiju. Sukob između isusovaca i njihovih protivnika poprimio je povijesnu dimenziju, pri čemu su prvi inzistirali na tome da su Europljani i Kinezi imali zajedničku povijest, što je uzeto kako bi se legitimiziralo isusovačko „prilagođavanje” kineskih obreda i naziva za kršćanskog Boga.
Kontroverza je zahvatila mnoga europska sveučilišta; car Kangxi i nekoliko papa, uključujući Klementa XI. i Klementa XIV., razmatrali su slučaj; intervenirali su i uredi Svete Stolice. Potkraj 17. stoljeća brojni su dominikanci i franjevci promijenili svoja stajališta slažući se s mišljenjem isusovaca, ali Rim se nije slagao. Klement XI. zabranio je obrede 1704. godine. Godine 1742. Benedikt XIV. ponovno je potvrdio zabranu i zabranio raspravu.
Godine 1939., nakon dva stoljeća, Sveta Stolica ponovno je procijenila to pitanje. Pio XII. izdao je dekret 8. prosinca 1939., ovlašćujući kineske katolike da poštuju obrede predaka i sudjeluju u ceremonijama odavanja počasti Konfuciju. Opće načelo da se ponekad domaće tradicije uključe čak i u liturgiju Crkve, pod uvjetom da su takve tradicije u skladu s pravim i autentičnim duhom liturgije, proglasio je Drugi vatikanski sabor (1962. – 1965.).